# Старбак (Вашингтон)
Старбак (енгл. Starbuck) град је у америчкој савезној држави Вашингтон. По попису становништва из 2010. у њему је живело 129 становника.

## Демографија
Према попису становништва из 2010. у граду је живело 129 становника, што је 1 (0,8%) становника мање него 2000. године.
| Група             | 2000.       | 2010.       |
| Белци             | 126 (96,9%) | 117 (90,7%) |
| Афроамериканци    | 0 (0,0%)    | 0 (0,0%)    |
| Азијати           | 0 (0,0%)    | 0 (0,0%)    |
| Хиспаноамериканци | 3 (2,3%)    | 3 (2,3%)    |
| Укупно            | 130         | 129         |